# Comtat de Big Horn
Big Horn és un Comtat dels Estats Units a l'estat de Wyoming. Segons el cens dels Estats Units del 2020 tenia 11.521 habitants. La seu del comtat és a Basin. Limita pel nord amb el sud de Montana.

## Història
El comtat de Big Horn va ser creat per la legislatura del Territori de Wyoming el març de 1890, i es va organitzar el 1897. La seva àrea va ser annexada als comtats de Fremont, Johnson i Sheridan. El comtat de Big Horn va rebre el nom de les muntanyes Big Horn que formen el seu límit oriental. Originalment, el comtat incloïa tota la conca del riu Bighorn, però el 1909 es va crear el comtat de Park a partir d'una part del comtat de Big Horn, i el 1911 els comtats de Hot Springs i Washakie es formaren a partir de parts de Big Horn, deixant el comtat amb les seves fronteres actuals. Albergà grans quantitats d'immigrants de primera generació provinents d'Anglaterra i Alemanya que vivien al comtat de Big Horn quan va esclatar la Primera Guerra Mundial a Europa.
Els dos grups van fer tot el possible per mantenir relacions cordials entre ells, i el comtat no va veure el tipus de sentiment anti-alemany que era comú a gran part del país. Tot i que els residents anglesos eren francament pro-britànics, i molts dels seus fills nascuts a Wyoming van anar al Canadà i es van unir a les Forces Canadenques del Canadà per tal de servir a la guerra al costat britànic, tanmateix es van assegurar que els seus companys de feina i veïns alemanys no fossin assetjats ni discriminats. A finals de 1917 un ramader anglès es va referir a l'esforç com a assegurar-se que el seu veí alemany sempre fos "tractat com un cavaller". Un altre ramader anglès va dir que dos dels seus ranxers eren alemanys i que "odiaria veure la bogeria dels odis nacionals infligits als homes tan decents com ells". Els residents anglesos del comtat de Big Horn van fer tot el possible per assegurar-se que els residents nascuts a Alemanya no se sentissin desagradables. Els immigrants alemanys i els seus fills nascuts a Wyoming no eren "anti-britànics", tot i que afavorien que Amèrica es mantingués neutral en el conflicte. Abans de la guerra les obres de ficció més llegides entre els residents alemanys del comtat de Big Horn eren traduccions en alemany d'històries d'aventures britàniques, com ara The Four Feathers d'A. E. W. Mason, així com històries de Sherlock Holmes i The Light That Failed de Rudyard Kipling. El consens entre els residents del comtat de Big Horn de tots els orígens després de la guerra era que la guerra havia estat finalment una tragèdia i un "horrible malbaratament de vides humanes".

## Geografia
Segons l'Oficina del Cens dels Estats Units el comtat té una superfície total de 3,159 milles quadrades (8,180 km2), dels quals 3,137 milles quadrades (8,120 km2) són terra i 22 milles quadrades (57 km2) (0,7%) són cobertes d'aigua. El territori del comtat compren part del Bosc Nacional Bighorn.
El comtats de Big Horn a Wyoming i Montana són uns dels deu parells de comtats i parròquies dels Estats Units amb el mateix nom que limiten entre si a través de les fronteres estatals. Els altres són Sabine (Texas i Louisiana), Union (Arkansas i Louisiana), Bristol (Massachusetts i Rhode Island), Kent (Maryland i Delaware), Escambia (Alabama i Florida), Pike (Illinois i Missouri), Teton (Idaho i Wyoming), Park (Montana i Wyoming) i San Juan (Nou Mèxic i Utah - encara que a través d'un sol punt, a la Regió de Four Corners).

### Localitats
Pobles (towns)
- Basin (seu del comtat)
- Burlington
- Byron
- Cowley
- Deaver
- Frannie
- Greybull
- Lovell
- Manderson

Llocs designats pel cens
- Hyattville
- Shell

Comunitats no incorporades
- Emblem
- Kane[7]
- Otto
- Meadow Lark Lake
- Reeves Corner[8]

## Demografia

### Cens de l'any 2000
Segons el cens dels Estats Units del 2000, al comtat hi havia 11.461 persones, 4.312 llars i 3.087 famílies. La densitat de població era de 4 habitants per milla quadrada (1/km 2). Hi havia 5.105 habitatges amb una densitat mitjana de 2 per milla quadrada (1/km²). La composició racial del comtat era 94,03% blancs, 0,11% negres o afroamericans, 0,75% nadius americans, 0,21% asiàtics, 0,07% illencs del Pacífic, 3,37% d'altres races i 1,46% de dues o més races. El 6,17% de la població era hispà o llatí de qualsevol raça. El 23,0% eren d'ascendència alemanya, el 21,4% anglesa, el 8,1% nord-americana i el 8,0% irlandesa.
Dels 4.312 habitatges en un 32,50% hi vivien nens menors de 18 anys, en un 61,00% hi vivien parelles casades, en un 6,80% dones solteres i en un 28,40% no eren unitats familiars. En el 25,00% dels habitatges hi vivien persones soles, l'11,90% de les quals corresponia a persones de 65 anys o més que vivien soles. El nombre mitjà de persones vivint en cada habitatge era de 2,60 i el nombre mitjà de persones que vivien en cada família era de 3,13.
La població del comtat tenia un 28,70% de menors de 18 anys, un 7,30% entre 18 i 24, un 22,60% entre 25 i 44, un 24,60% entre 45 i 64 i un 16,80% de 65 anys o més. La mitjana d'edat era de 39 anys. Per cada 100 dones hi havia 100,20 homes. Per cada 100 dones de 18 o més anys hi havia 97,10 homes.
La renda mediana d'una llar del comtat era de 32.682 $ i la d'una família de 38.237 $. Els homes tenien una renda mediana de 30.843 $ mentre que la de les dones era de 19.489 $. La renda per capita de del comtat era de 15.086 $. Un10,20% de les famílies i el 14,10% de la població estaven per davall del llindar de pobresa, incloent el 19,20% dels menors de 18 anys i el 10,00% dels 65 o més.

### cens de 2010
Segons el cens dels Estats Units del 2010 hi havia 11.668 persones, 4.561 llars, i 3.179 famílies del comtat. La densitat de població era de 3.7 habitants per milla quadrada (1.4/km2) . Hi havia 5.379 habitatges amb una densitat mitjana de 1.7 per milles quadrades (0.66/km2). La composició racial del comtat era de 94,4% blancs, 0,9% d'indis americans, 0,3% d'asiàtics, 0,2% de negres o afroamericans, 3,0% d'altres races i 1,2% de dues o més races. Els d'origen hispà o llatí representaven el 8,4% de la població. Pel que fa a l'ascendència, el 30,0% eren alemanys, el 22,3% anglesos, el 10,4% irlandesos, el 7,6% escocesos i el 5,7% americans.
Dels 4.561 habitatges, en un 31,0% hi vivien menors de 18 anys, en un 58,2% hi vivien parelles casades, en un 7,6% dones solteres, en un 30,3% no eren unitats familiars i en un 26,2% de totes les llars hi vivia una sola persona. El nombre mitjà de persones vivint en cada habitatge era de 2,52 i el nombre mitjà de persones que vivien en cada família era de 3,05. La mitjana d'edat era de 41,8 anys.
La renda mediana d'una llar al comtat era de 48.270 $ i la renda mediana d'una família de 57.705 $. Els homes tenien una renda mediana de 40.762 $ mentre que la de les dones era de 31.440 $. La renda per capita del comtat era de 24.486 $. Al voltant del 5,7% de les famílies i el 8,9% de la població estaven per davall del llindar de pobresa, incloent l'11,2% dels menors de 18 anys i el 7,1% dels 65 o més.

## Govern i infraestructures
El Wyoming Retirement Center, una residència d'avis del Wyoming Department of Health, és a Basin. La instal·lació va ser operada per la Junta de Caritats i Reforma de Wyoming fins que aquesta agència es va dissoldre com a resultat d'una esmena constitucional estatal aprovada el novembre de 1990.
Els votants del comtat de Big Horn han estat republicans de manera constant durant dècades. Han triat el candidat del Partit Republicà a totes les eleccions nacionals excepte una des de 1936 (fins al 2020).

El comtat de Big Horn té quatre districtes escolars públics, els districtes escolars del comtat de Big Horn 1-4: